# Антонево (Серпецький повіт)
Антонево (пол. Antoniewo) — село в Польщі, у гміні Ґоздово Серпецького повіту Мазовецького воєводства.
Населення — 137 осіб (2011).
У 1975—1998 роках село належало до Плоцького воєводства.

## Демографія
Демографічна структура станом на 31 березня 2011 року:
|          | Загалом | Допрацездатний вік | Працездатний вік | Постпрацездатний вік |
| -------- | ------- | ------------------ | ---------------- | -------------------- |
| Чоловіки | 72      | 16                 | 49               | 7                    |
| Жінки    | 65      | 13                 | 37               | 15                   |
| Разом    | 137     | 29                 | 86               | 22                   |